# Aleksandr Wwiedienski (poeta)
Aleksandr Iwanowicz Wwiedenski (ros. Александр Иванович Введенский; ur. 6 grudnia 1904, zm. 19 grudnia 1941 w Kazaniu) – rosyjski poeta. Jeden z przedstawicieli awangardowego ugrupowania OBERIU (Objedinienije Riealnogo Iskusstwa, "Stowarzyszenia Sztuki Realnej"), powstałego w Leningradzie w 1927 roku.

## Twórczość
- Choinka u Iwanowów